# Rubén Ayala
Rubén Hugo Ayala Zanabria (Santa Fe, 8 gennaio 1950) è un allenatore di calcio ed ex calciatore argentino, di ruolo attaccante.

## Carriera

### Giocatore

#### Club
Soprannominato El Ratòn (il topo), ha giocato, come attaccante, per il Club Atlético San Lorenzo de Almagro nella squadra che chiuse imbattuta il campionato nazionale del 1972. In quell'occasione fu il miglior cannoniere della squadra con 15 gol nel metropolitano e 8 gol nel nazionale.
Nel 1973 venne ceduto all'Atlético Madrid in Spagna dove vinse campionato e coppa nazionale, oltre alla Coppa Intercontinentale del 1974, nella gara di ritorno della quale mise a segno la rete decisiva per i colchoneros. Nel 1980 va in Messico, dove gioca una stagione con l'Oro de Jalisco e, prima di ritirarsi, tre stagioni col Club Atlante.

#### Nazionale
Ha fatto parte della nazionale argentina che ha partecipato ai mondiali del 1974, giocando 6 partite e segnando un gol. In totale ha vestito la maglia del suo paese 25 volte con 11 gol.

### Allenatore
La sua carriera di allenatore si è sviluppata in Messico dove ha allenato Cobras de Querétaro, Tampico-Madero, Cobras de Ciudad Juárez, Correcaminos de la UAT e Tuzos del Pachuca coi i quali ha vinto due titoli nazionali.

## Palmarès

### Giocatore

#### Competizioni nazionali
- Campionato argentino: 3

San Lorenzo: 1968 Metropolitano, 1972 Metropolitano, 1972 Nacional
- Campionato spagnolo: 1

Atletico Madrid: 1976-1977
- Coppa di Spagna: 1

Atletico Madrid: 1975-1976

#### Competizioni internazionali
- Coppa Intercontinentale: 1

Atletico Madrid: 1974
- CONCACAF Champions League: 1

Atlante: 1983

### Allenatore
- CONCACAF Champions League: 1

Pachuca: 2009-2010